# Супермен поневоле, или Эротический мутант
«Супермен поневоле, или Эротический мутант» — российский художественный фильм, эротический триллер режиссёров Никиты Джигурды и Станислава Гайдука. Премьера состоялась 1 января 1993 года (кино). В тот же год состоялась премьера фильма на ТВ (телеканал «Визит»).

## Сюжет
Талантливого инженера не продвигают по службе, а его проект за бесценок пытаются купить. Чтобы реализовать проект самому, нужны большие деньги. Появляется возможность их получить: подруга, в которой он души не чает  и которая отвечает ему взаимностью, приносит список должников её брата…

## В ролях
| Актёр               | Роль                                            |
| ------------------- | ----------------------------------------------- |
| Никита Джигурда     | Анатолий                                        |
| Алёна Хмельницкая   | Марина                                          |
| Юрий Яковлев        | отец Анатолия                                   |
| Виктор Павлов       | директор Николай Семёнович                      |
| Светлана Немоляева  | Вера Васильевна                                 |
| Наталья Егорова     | Ольга                                           |
| Алла Будницкая      | подруга Веры                                    |
| Анатолий Равикович  | бизнесмен                                       |
| Юрий Цурило         | бандит                                          |
| Евгений Березовский | бандит                                          |
| Сергей Джигурда     | бандит                                          |
| Соня Белкина        | (дублирует Алёну Хмельницкую в интимных сценах) |

## Съёмочная группа
- Авторы сценария: Никита Джигурда, Станислав Гайдук
- Режиссёры: Никита Джигурда, Станислав Гайдук
- Операторы: Александр Рудь, Николай Пучков, Виктор Якушер
- Художник: А. Тихонович
- Композитор: Сергей Бельтюков, Никита Джигурда

## Саундтрек
В фильме также использованы некоторые песни из раннего творчества Никиты Джигурды:
1. Паденье в небо
2. Утопия
3. Жила была на свете папироса

## Критика
Фильм получил отрицательные отзывы кинокритиков.